# Jerzy Afanasjew

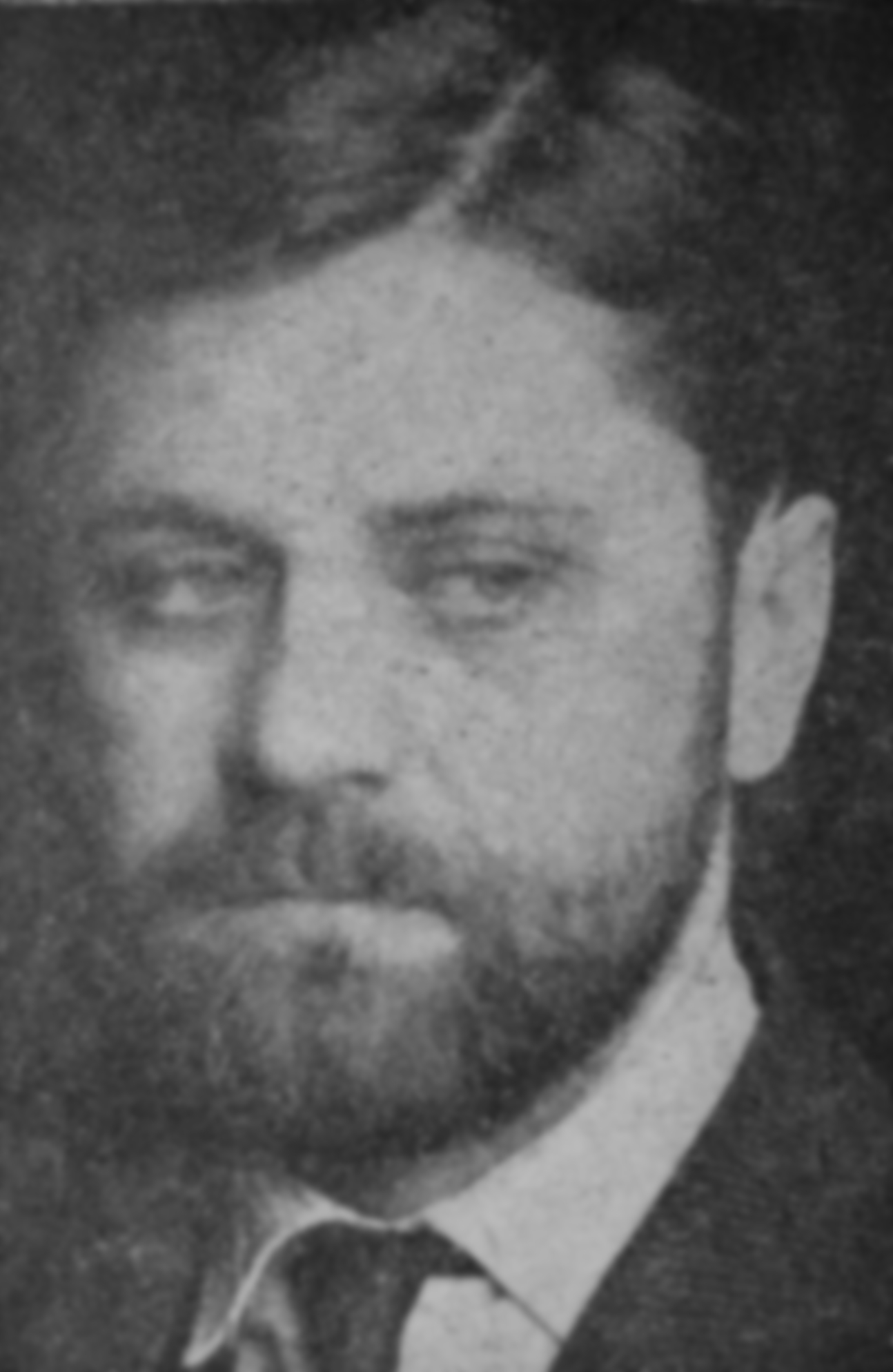
Jerzy Afanasjew

Jerzy Afanasjew (* 11. September 1932 in Wilna; † 26. September 1991 in Danzig) war ein polnischer Dichter, Prosaschriftsteller, Drehbuchautor und Regisseur. In seinen Werken verband er Elemente der Groteske, des Absurden, des Märchenhaften und der Phantastik.

## Leben
Afanasjew verbrachte seine ersten Lebensjahre in Wilna und siedelte mit seiner Familie 1938 nach Warschau. Während des Zweiten Weltkrieges verlor er seine Mutter im Warschauer Aufstand und seinen Vater im Konzentrationslager. Nach dem Kriegsende 1945 lebte Afanasjew in Płock und besuchte das dortige Gymnasium. Von 1948 bis 1950 besuchte er die Kunstgewerbeschule in Basel. Anschließend kehrte er 1950 nach Polen zurück und ging auf das Architektur-Gymnasium in Białystok. Von 1952 bis 1953 arbeitete er als Bautechniker in Posen und zog 1954 nach Danzig, er bis 1957 Architektur an der Technischen Universität Danzig studierte. In dieser Zeit war er Mitbegründer des Studententheaters Bim-Bom. Von 1958 bis 1961 studierte er an der Akademie der Künste in Sopot. Von 1957 bis 1968 arbeitete er mit der Zeitung Przekrój zusammen, für die er einen Feuilleton schrieb. Eine Auswahl dieser Feuilletons erschien 1979 als Poczta Afanasjewa. Auch für die Zeitschrift Szpilki schrieb er von 1960 bis 1962. Von 1959 bis 1965 leitete er zusammen mit seiner Frau Alina Ronczewska-Afanasjew das Pantomimemtheater Cyrk Rodziny Afanasjew Tralabomba. In den Verband der Polnischen Literaten wurde er 1960 aufgenommen. Daneben leitete er von 1962 bis 1964 den Lyrikteil der Monatsschrift Litery.
Von 1962 bis 1966 studierte er Regie an der Staatlichen Hochschule für Film, Fernsehen und Theater Łódź. Als Theaterregisseur debütierte er 1964 mit der Inszenierung des Stücks Indyk von Sławomir Mrożek am Neuen Theater Łódź. Als Fernsehregisseur debütierte er 1965 mit einer eigenen Adaptation Zdarzenia von Jack London. Er wurde 1970 Mitglied der PZPR. Von 1971 bis 1982 sowie ab 1989 war er der Hauptregisseur der Danziger Fernsehzentrale. Von 1972 bis 1981 war zudem Vorsitzender der Danziger Abteilung des Verbandes der Polnischen Filmemacher. Der Solidorność schloss er sich 1980 an und trat am 13. Dezember 1981 aus der PZPR aus. Nach diesem Austritt wurde er aus seinem Posten im Danziger Fernsehen entlassen. 1988 wurde er Mitglied des polnischen PEN-Clubs und des Vereins der Polnischen Schriftsteller. Zu Beginn des Jahres 1990 wurde er erneut Hauptregisseur der Danziger Fernsehzentrale.
Am 26. September 1991 starb Afanasjew in Danzig.

## Werke

### Dichtung
- Gałązka światła, 1962
- Zamknięci w deszczowej windzie, 1981
- Ręka o trzech palcach, 1982
- Obecność, 1985
- Relief, 1985
- Miasto chleba. Miniatury poetyckie, 1990

### Satiren
- Mucha i anioł, 1959
- O człowieku, który witał się nogą, 1962
- Biurowiec, 1982
- Nos poety, 1987

### Romane und Erzählungen
- Przedmieście Nigdy, 1968
- Mam w nosie lorda, proszę pana!, 1971; 2. Aufl. 1975
- Szklarz wieczności, 1974
- Świat do góry nogami, 1974
- Radosna twórczość, 1976
- Chimery. Opowiadania wybrane, 1976
- Ja jestem tobą, 1977
- Laboratorium, 1978
- Lustro porosłe mchem, 1985
- Zabawa w myśli. Opowiadania wybrane, 1989
- Nocne Polaków rozmowy, czyli żartobliwe wywiady z osobliwymi postaciami, 1992

### Komödien
- Olaf Grubasow, Uraufführung 1963
- Łóżko. Hotelowa farsa w 3 aktach, Uraufführung 1967
- Pryp Straszny. Farsa ze sfer królewskich w 2 aktach, Uraufführung 1968
- Groch z kapustą pana Tuwima. Sztuka o starej Warszawie, Uraufführung 1969

### Publizistik
- Poczta Afanasjewa, 1979

### Erinnerungen
- Sezon kolorowych chmur … (Z życia gdańskich teatrzyków 1954-1964), 1968
- Okno Zbyszka Cybulskiego. Brulion z życia aktora filmowego połowy XX w., 1970; 2. Aufl. 1980; 3. Aufl. 1987
- Każdy ma inny świt. Wspomnienia, notatki, recenzje, wywiady, refleksje: 1932-1982, 1986

## Regie
- 1960: Białe zwierzęta
- 1970: Die Fähre (Prom)
- 1973: Jenny, (Drehbuch nach dem Roman von Erskine Caldwell)
- 1987: Mała Roque, (Drehbuch nach der Novelle Die kleine Roque von Guy de Maupassant)